# Idioma yidiny
Yidiny (también llamado Yidiɲ, Yidiñ, Jidinj, Jidinʲ, Yidinʸ, Yidiń) es una lengua aborigen australiana casi extinta, hablada por el pueblo Yidinji del noreste de Queensland. Su región de idioma tradicional se encuentra dentro de las áreas de gobierno local de la Región de Cairns y la Región de Tablelands, en localidades como Cairns, Gordonvale, y Mulgrave River, y la parte sur de la Atherton Tableland incluyendo Atherton y Kairi.

## Clasificación
Yidiny forma una rama separada de las lenguas pama-ñunganas. A veces se agrupa con el idioma djabugay como lenguas yidíñicas, pero Bowern (2011) retiene Djabugay en su lugar tradicional dentro de las Lenguas pama.

## Fonología

### Vocales
Yidiny tiene el típico sistema de vocales australiano de /a, i, u/. Yidiny también muestra longitud de vocal contrastiva.

### Consonantes
|             | Bilabial | Alveolar | Retrofleja | Palatal | Velar |
| ----------- | -------- | -------- | ---------- | ------- | ----- |
| Oclusiva    | b        | d        |            | ɟ       | g     |
| Nasal       | m        | n        |            | ɲ       | ŋ     |
| Aproximante | w        | l        | ɻ          | j       |       |
| Rótica      |          | r        |            |         |       |

Se postulan consonantes yidiny, sin consonantes mudas subyacentes.
Dixon (1977) da las dos róticas como una "rótica apical trillada" y una "continuante retrofleja".

## Gramática
El idioma Yidiny tiene una serie de partículas que cambian el significado de una cláusula completa. Estos, a diferencia de otras formas en el idioma, como sustantivos, verbos y marcadores de género, no tienen caso gramatical y no toman inflexiones de tiempo.
Las partículas en el lenguaje Yidiny: nguju - 'not' (nguju also functions as the negative interjection 'no'), giyi - 'don't', biri - 'done again', yurrga - 'still', mugu - 'couldn't help it' (mugu se refiere a algo insatisfactorio pero que es imposible evitar hacer), jaymbi / jaybar - 'Sucesivamente'. E.g. 'lo golpeo y el jaymbi me pegó', 'me pegó y yo 'jaybar' le pegué'.
Dixon establece que "los pronombres se declinan en un paradigma nominativo-acusativo... los deícticos con referencia humana tienen casos separados para el sujeto transitivo, el objeto transitivo y el sujeto intransitivo... mientras que los sustantivos muestran un patrón absolutivo-ergativo". Por lo tanto, tres alineamiento morfosintáctico parecen ocurrir: ergativo-absolutivo, nominativo-acusativo, y tripartito.

### Pronombres y deícticos
Los pronombres y otras palabras similares a los pronombres se clasifican en dos categorías léxicas separadas. Esto se debe a razones morfosintácticas: los pronombres muestran marcación de caso nominativo-acusativo, mientras que los demostrativos, deícticos y otros nominales muestran marcación absolutivo-ergativo.

### Afijos
En común con varios otros idiomas aborígenes australianos, Yidiny es un aglutinante lengua ergativa. Hay muchos afijos que indican varios conceptos gramaticales diferentes, como el agente de una acción (mostrado por -nggu), el caso ablativo (mostrado por -mu o -m ), el tiempo pasado (mostrado por -nyu) y los tiempos presente y futuro (ambos representados con el afijo -ng).
También hay dos afijos que alargan la última vocal de la raíz verbal a la que se añaden, -Vli- y -Vlda (la letra 'V' mayúscula indica la vocal final alargada de la raíz verbal ). Por ejemplo: magi- 'subir' + ili + -nyu 'afijo de tiempo pasado' (dando magiilinyu), magi- 'subir' + ilda + -nyu 'afijo de tiempo pasado' (dando magiildanyu). El afijo -Vli- significa 'hacer mientras se va' y el afijo -Vlda- significa 'hacer mientras se viene'. Es por ello que no se pueden añadir a los verbos gali- 'ir' o gada- 'venir'. Por lo tanto, la palabra magiilinyu significa 'subió, trepando' y magiildanyu significa 'subió, trepando'.
Un morfema, -ŋa, es un Aplicativo en algunos verbos y un causativo en otros. Por ejemplo, maŋga- 'reír' se convierte en aplicativo maŋga-ŋa- 'reírse de' mientras que warrŋgi- 'dar la vuelta' se convierte en causativo warrŋgi-ŋa- 'dar la vuelta a algo alrededor'. Sin embargo, las clases de verbos no se excluyen mutuamente, por lo que algunas palabras pueden tener ambos significados (bila- 'entrar' se convierte en 'bila-ŋa-', que se traduce como aplicativo 'entrar con' o causativo ' poner en'), que se desambigua solo a través del contexto.

### Afijos y número de sílabas
Existe una preferencia general en yidiny de que tantas palabras como sea posible tengan un número par de sílabas. Es por ello que los afijos difieren según la palabra a la que se añaden. Por ejemplo: el afijo del tiempo pasado es -nyu cuando la raíz verbal tiene tres sílabas, produciendo una palabra que tiene cuatro sílabas: majinda- 'caminar hacia arriba' se convierte en majindanyu en el tiempo pasado , mientras que con una raíz bisilábica se alarga la vocal final y se añade -Vny: gali- 'go' se convierte en 'galiiny' en tiempo pasado, produciendo así una palabra que tiene dos sílabas. El mismo principio se aplica al formar el genitivo: waguja- + -ni = wagujani 'man's' (cuatro sílabas), bunya- + -Vn- = bunyaan 'mujer'.
La preferencia por un número par de sílabas se mantiene en el afijo que muestra una cláusula relativa: -nyunda se usa con un verbo que tiene dos o cuatro sílabas (gali- (dos sílabas) 'go' + nyunda = galinyunda), dando una palabra de cuatro sílabas mientras que una palabra de tres o cinco sílabas lleva -nyuun (majinda- (tres sílabas) 'caminar up' + nyuun = majindanyuun), dando una palabra que tiene cuatro sílabas.

## Algunas palabras
- bungu. 'Rodilla', pero más extensamente: 'Esa parte del cuerpo de cualquier cosa que, al moverse, permite que el resto del cuerpo u objeto sea propulsado'. Esto se usa para la joroba en la espalda de una serpiente mientras se retuerce, el punto de chasquido de la cola de un cocodrilo o la rueda de un automóvil o tractor.[9]
- jilibura. 'Hormiga verde (árbol)'. Se exprimió y la 'leche' que produjo se mezcló con las cenizas de un árbol gawuul (blue gum), o de murrgan (quandong) o un árbol de bagirram, y luego se bebe el brebaje para aliviar los dolores de cabeza. El clasificador utilizado para las hormigas, munyimunyi, se utilizó para todas las especies, como gajuu (hormiga arbórea negra) y burrbal (hormiga roja), pero nunca para una jilibura porque era diferente, teniendo un uso medicinal.[10]